# Риверо, Калу
Карла Соледад Риверо (род. 5 апреля 1987, Рекрео; известна под своим псевдонимом Калу) — аргентинская актриса, модель, дизайнер и диджей.
В 2007 году Риверо стала первой актрисой из Катамарки, которая появилась на национальном телевидении. В связи с этим, она была названа Почётным гражданином Рекрео.

## Ранние годы
Карла Соледад Риверо родилась 5 апреля 1987 г. в Рекрео провинции Катамарка. Однако, она переехала с семьей в провинцию Кордова в возрасте 6 лет. Её прозвище «Калу» было дано её старшей сестрой, из-за персонажа под названием Калу в чилийском сериале «Тик Так».

## Карьера

### 2006—2007: начало карьеры
Окончив среднюю школу, Ривера начала изучать драматическое искусство в Национальном университете Кордовы. Будучи помешанной на одежде, она провела ТВ-шоу о моде, когда ей не было и 19 лет.
В 2006 году Риверо переехала в Буэнос-Айрес продолжать свою актёрскую карьеру и стала брать классы драмы у Норман Бриски. В 2007 году она была выбрана для временной работы как актёр массовки в фильмах «Сын-де-Фьерро» и «Лалола»

### 2007—2011 года:Гадкий утенок, модельный и актерский прорыв
Прорывом на ТВ Риверо роль была в «Гадком утенке» в августе 2007 года, когда она сыграла злодея. Персонаж стал популярен и, как следствие, Риверо начала набирать поклонников. Также она снялась в телевизионных сериалах, таких как «Атрападос», «Чемпионы 12», «Почти Ангелы» и «Тот кто меня любит».
Модельная карьера Риверо пережила бум, она стала лицом национальных и международных компаний, таких как Найк, Toms Shoes, Агата Руис де ла Прада, Ла Каса де лас Ботас, Sweet Victorian, Todo Moda, 47 Street and Roho.

### 2011-настоящее время: широкое внимание средств массовой информации и успех у критиков
В начале 2011 года, Риверо был отобрана для сериала «Избранный», с Пабло Эчарри. Её роль дала ей признание критиков. В феврале Риверо разработала свою зимнюю коллекцию для аргентинского моды Заговор.
В середине 2011 года, Риверо снялась в клипе на песню «Please Me» от аргентинской группы пончо. Песня была очень успешна в Аргентине, став хитом лета 2012. Этот факт повысил популярность Калу Риверо.
К концу 2011 года, Калу Риверо стала одной из самых востребованных актрис в Аргентине, став новой национальной «Этой девушкой» и иконой моды.
В 2012 году она присоединилась к актёрскому составу успешного сериала «Сладкая любовь» транслируемого TELEFE
В 2013 появилась вместе с Рикардо Дарином в триллере Эрнана Голдфрида Подозрение в убийстве (Tesis sobre un homicidio).

### Телевидение
| Год  | Название             | Роль              | Телеканал       |
| ---- | -------------------- | ----------------- | --------------- |
| 2006 | Вы                   | Host              | Telefe interior |
| 2007 | Гадкий утенок        | Emma              | El Trece        |
| 2008 | Почти ангелы         | Juliette          | Telefe          |
| 2009 | Чемпионы 12          | Alexia            | Canal 9         |
| 2010 | Тот кто меня любит   | Lola Rivera       | El Trece        |
| 2011 | Atrapados            | Calu              | Yups Channel    |
| 2011 | Избранный            | Erica Martinez    | Telefe          |
| 2012 | Сладкая любовь       | Natacha Bandi     | Telefe          |
| 2014 | Мои старинные друзья | Tanya             | El Trece        |
| 2017 | Фанни, фанатка       | Natalia Salas     | Telefe          |
| 2018 | Сандро де Америка    | Silvina           | Telefe          |
| 2019 | Campanas en la noche | Luciana Cervantes | Telefe          |
| 2019 | Tu parte del trato   |                   | El Trece        |

### Кино
| Год  | Фильм                      | Роль                  | Режиссёр        |
| ---- | -------------------------- | --------------------- | --------------- |
| 2013 | Tesis sobre un homicidio   | María Laura Di Natale | Hernán Goldfrid |
| 2019 | El sonido de los tulipanes | Carolina              | Alberto Maslíah |